# Tebing Tinggi (Maro Sebo Ulu)
Tebing Tinggi is een bestuurslaag in het regentschap Batang Hari van de provincie Jambi, Indonesië. Tebing Tinggi telt 3121 inwoners (volkstelling 2010).